# Machilus minkweiensis
Machilus minkweiensis är en lagerväxtart som beskrevs av Shu Kang Lee. Machilus minkweiensis ingår i släktet Machilus och familjen lagerväxter. Inga underarter finns listade i Catalogue of Life.